# Kanton Vinces
Der Kanton Vinces befindet sich in der Provinz Los Ríos westzentral in Ecuador. Er besitzt eine Fläche von 697 km². Im Jahr 2022 lag die Einwohnerzahl bei rund 80.900. Verwaltungssitz des Kantons ist die Stadt Vinces mit 30.248 Einwohnern (Stand 2010). Der Kanton Vinces wurde am 14. Juni 1845 eingerichtet.

## Lage
Der Kanton Vinces liegt im Südwesten der Provinz Los Ríos. Er liegt im Tiefland westlich der Cordillera Occidental. Der Río Vinces durchfließt den Kanton in südlicher Richtung. Der Hauptort Vinces befindet sich 35 km nordwestlich der Provinzhauptstadt Babahoyo sowie 70 km nordnordöstlich der Großstadt Guayaquil. Die Fernstraße E484 (San Juan–Palestina) führt in Ost-West-Richtung durch den Kanton und am Hauptort Vinces vorbei.
Der Kanton Vinces grenzt im Norden an den Kanton Palenque, im Nordosten an die Kantone Mocache, Ventanas und Puebloviejo, im Osten an den Kanton Baba sowie im Südwesten und im Westen an die Provinz Guayas mit den Kantonen Salitre, Palestina, Colimes und Balzar.

## Verwaltungsgliederung
Der Kanton Vinces ist in die Parroquia urbana („städtisches Kirchspiel“)
- Vinces

und in die Parroquia rural („ländliches Kirchspiel“)
- Antonio Sotomayor

gegliedert.

## Geschichte
Entwicklung der Einwohnerzahl im Kanton Vinces bei landesweiten Volkszählungen zum jeweiligen Gebietsstand:
| Jahr                    | Einwohner | +/-    |
| ----------------------- | --------- | ------ |
| 1950                    | 33.623    | –      |
| 1962                    | 42.895    | 27,6 % |
| 1974                    | 58.499    | 36,4 % |
| 1982                    | 66.128    | 13 %   |
| 1990                    | 54.234    | −18 %  |
| 2001                    | 61.565    | 13,5 % |
| 2010                    | 71.736    | 16,5 % |
| 2022                    | 80.909    | 12,8 % |
| Datenherkunft: Wikidata |           |        |

## Ökologie
Nördlich der Stadt Vinces befindet sich das Feuchtgebiet Abras de Mantequilla, wovon eine Fläche von 225 km² als Ramsar-Gebiet ausgewiesen ist.